# Ràdio Valira
Ràdio Valira és una emissora de ràdio generalista andorrana i en català que emet en la 93.3 FM. Inicià les seves emissions el 2 de gener de 1986 i, de titularitat privada, pertany al grup comunicatiu catalanoandorrà Cadena Pirenaica. Es tracta d’una de les emissores més populars, continuades i consolidades a l’Estat andorrà, amb una programació convencional que combina la producció pròpia i espais radiofònics que també s’emeten en altres emissores d’origen i abast espanyols (Onda Cero i Punto Radio).
Hom considera Ràdio Valira la primera ràdio contemporània d’origen eminentment andorrà i la degana de l’oferta de radiodifusió, tant autòctona com estrangera, que s’ha bastit a Andorra entre les darreries del segle XX i les primeres dècades del XXI. Entre els seus directors i de la seva creació ençà hi han passat Gualbert Osorio Achurra, Eduard Navarro i Sergi Mas.